# Поречье (Старорусский район)
Поречье — деревня в Старорусском районе Новгородской области в составе Наговского сельского поселения.

## География
Находится в южной части Новгородской области на расстоянии приблизительно 24 км на запад по прямой от железнодорожного вокзала города Старая Русса.

## История
На карте 1840 года уже была обозначена. В 1908 году здесь (деревня Старорусского уезда Новгородской губернии) было учтено 26 дворов.

## Население
Численность населения: 170 человек (1908 год), 1 (русские 100 %) в 2002 году, 0 в 2010.